# VOS - Vlaamse Vredesvereniging
De Vlaamse Vredesvereniging, het Verbond VOS vzw of kortweg VOS is een Vlaamse Vlaams-nationalistische oud-strijders- en vredesorganisatie.

## Geschiedenis

### Ontstaan

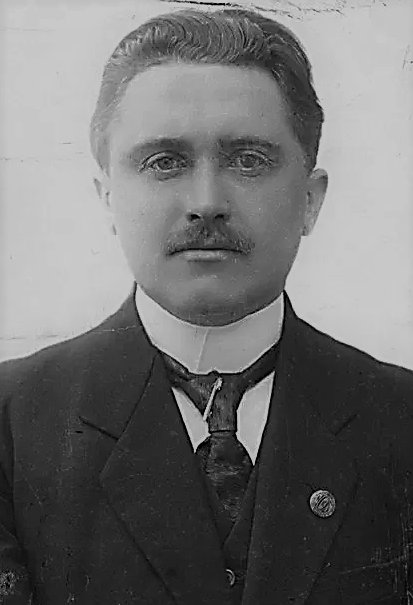
Jozef Verduyn (23 november 1884 - 7 oktober 1936)

De Vlaamse oud-strijdersbond (VOS) ontstond onder impuls van Jozef Verduyn, in samenwerking met de leiding van de Frontbeweging aan het IJzerfront. De basis werd gelegd door Vlaamse soldaten (onder andere Hendrik Borginon), die een einde wilden maken aan het militarisme en de achterstelling van de Vlamingen in België. De beslissing tot oprichting viel in 1917, waarna de vereniging statuten opstelde en verspreidde, maar nog geen echte activiteit kende. De statuten waren nodig om onmiddellijk na de oorlog van start te kunnen gaan om concurrerende Belgische initiatieven, zoals de Nationale Strijdersbond (N.S.B.) en de Socialistische Oud-Strijdersbond (S.O.S.), voor te zijn. De Vossen hadden initieel twee doelen: enerzijds de materiële belangen van de oud-strijders behartigen, anderzijds de Vlaamse strijd van de Frontbeweging voortzetten. De opstart van de oud-strijdersbond verliep echter moeilijker dan verwacht. Na de geallieerde overwinning eind 1918 raakte de Frontbeweging gedesorganiseerd en Verduyn werd kortstondig uit België verbannen. Terwijl de Vlaamsgezinden door deze moeilijke periode probeerden te geraken, ontstond als Belgisch alternatief de Nationale Strijdersbond. Toen Verduyn in mei 1919 weer Belgisch grondgebied kon betreden, probeerde hij meteen lokale Vlaamse initiatieven te bundelen. Verduyns streven naar ‘Godsvrede’ - het staken van onderlinge twisten om samen te werken aan een gemeenschappelijk hoger doel - resulteerde in de oprichting van de apolitieke Nationaal Oud-Strijdersbond met zowel een zelfstandige Vlaamse (VOS) als Waalse vleugel (ANC). Op 1 augustus gaf het verbond het eerste nummer van haar bondsblad uit: De VOS. De ambities van tijdens de Eerste Wereldoorlog kwamen na de wapenstilstand weer aan de oppervlakte: aan de regering werden al snel eisen gesteld inzake oorlogsvergoedingen en een officieel oud-strijdersstatuut. De oud-strijdersbetogingen van juli 1920, met als hoogtepunt de bestorming van het parlement op 29 juli, leverden het beoogde succes op. Tevens richtte Verduyn begin 1920 een coöperatieve op, die bepaalde goederen tegen voordelige prijzen aan de oud-strijders aanbood. Dankzij dit beleid werd VOS in Vlaanderen de grootste oud-strijdersvereniging met na enkele jaren 750 afdelingen en 80 duizend leden.
Naast de zorg voor de oud-strijders verkreeg VOS als apolitieke organisatie een plaats binnen de Vlaamse beweging door vanuit een minimalistische houding te ijveren voor de vernederlandsing van de Gentse universiteit, amnestie voor de activisten en Vlaams zelfbestuur. Door het Frans-Belgisch Militair Akkoord (1920) werd ook het antimilitarisme een belangrijk punt voor VOS. Trouw aan de anti-Frankrijktraditie in de Vlaamse beweging, zette de organisatie de schouders onder een krachtige agitatie die elke militaire alliantie met Frankrijk afwees met het oog op een terugkeer naar het neutralisme van vóór 1914. Het antimilitarisme was gedeeltelijk een uitvloeisel van de Vlaamse grieven, dat werd aangevuurd door het ‘gruwelpacifisme’: de voorbije wereldoorlog was een onzinnige en afschuwelijke krachtmeting. Het waren de gewone soldaten in de loopgraven en de burgers thuis die zwaar betaalden in bloed en geld. De oorlog werd voorgesteld als een samenzwering van kapitalisten, van ouderwetse en volksvreemde aristocraten en officieren en natuurlijk van politici en journalisten die er politiek brood in zagen om de volkeren tegen elkaar op te jutten. Voor de Vlaamse oud-strijders stond het vast dat dit soort figuren de verafschuwde archetypes van de ‘franskiljons’ waren. VOS verwierp bovendien het omvangrijke staande leger, dat gebruikt kon worden voor agressie tegen buurstaten of voor gewapend optreden tegen de eigen bevolking. Ook wilden de bestuurders de macht van het professionele officierenkorps terugdringen.

### Jaren 1920

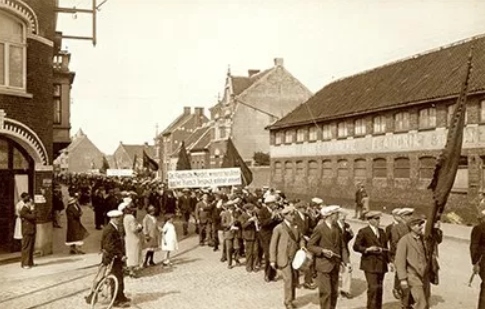
Betoging van VOS (1936) tegen het 'Fransch-Belgisch militair akkoord’.

Verduyns steeds commerciëlere beleid en zijn gematigde Vlaamsgezinde toon zorgden na enige tijd voor kritiek uit radicaal-Vlaamsgezinde hoek. Vooral Ward Hermans, gesteund door zijn medestanders, verzette zich tegen het beleid. De critici opperden dat er een sterkere Vlaams-nationale koers moest komen en wilden de machtspositie van Verduyn verzwakken. In 1924 evolueerde VOS tot een vereniging zonder winstoogmerk. In oktober van dat jaar brak Verduyn formeel met VOS, al bleef hij nog drie jaar het bondsblad uitgeven. Het vertrek van Verduyn zorgde ervoor dat anderen op de voorgrond konden treden. In november 1924 werd Armand Schoeters algemeen bestuurder, Jan Konickx voorzitter en Armand Suls ondervoorzitter. Onder het nieuwe bestuur zette VOS een radicale antimilitaristische koers in, waardoor twee groepen ontstonden binnen de organisatie: een pacifistische en een nationalistische. Hoewel het engagement binnen de Vlaamse beweging naar de achtergrond verschoof, bleef VOS de eis om amnestie verkondigen en was de organisatie een vaste aanwezige op de IJzerbedevaarten. Desalniettemin zorgde een dubbelzinnige houding tegenover bepaalde Vlaamse problematieken ervoor, dat VOS aanzien verloor binnen de Vlaamse beweging. Haar ledenaantal slonk gevoelig (nog slechts tienduizend in 1927).
In 1927 en 1928 vonden bestuurswissels plaats. Eind 1927 verdween Verduyn van het toneel en eind 1928 vertrok ook Suls. Jan Huyberechts nam de functie van voorzitter op en Karel De Feyter vervulde de rol van secretaris. Hoewel ideologische discussies binnen VOS bleven voortleven, legde onder andere De Feyter de basis voor een heropleving. Deze werd mede mogelijk door de doorbraak van het partijpolitieke Vlaams-nationalisme in 1928-1929 (de Vlaams-nationalisten haalden bij de parlementsverkiezingen van 26 mei 1929 9,9% van de stemmen in Vlaanderen). VOS beklemtoonde vanaf nu weer de Vlaamse eisen, zoals de vernederlandsing van de Gentse universiteit. In deze context kreeg VOS weer de ambitie de grootste Vlaamse oud-strijdersorganisatie te worden. Ook de culturele werking kreeg nieuwe impulsen. Het beleid wierp haar vruchten af, want het ledenaantal steeg in 1928 weer tot 14 duizend en kende in 1929 een spectaculaire groei.

### Jaren 1930

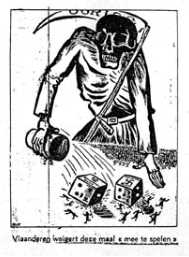
In de aanloop naar de Tweede Wereldoorlog stelden de Vossen dat Vlaanderen zich neutraal moest houden. Prent: De VOS (13 maart 1938)

Onder invloed van het IJzerbedevaartcomité, waarin onder andere Filip De Pillecyn zetelde, verschoof vanaf eind 1929 de klemtoon terug naar een radicaal antimilitarisme ten koste van het flamingantisme. VOS zette zich hiermee af tegen de opkomende militaristische en autoritaire tendensen in het Vlaams-nationalisme en stelde daartegenover een democratische, antifascistische en antimilitaristische ingesteldheid. Zo steunde de vereniging in 1929-1932 ten volle de dienstweigeraars met pacifistische motieven, maar veel minder deze met Vlaams-nationale motieven. Deze mentaliteitswijziging resulteerde in 1931 in een programmaherziening in radicaal-pacifistische zin. Omdat VOS echter bleef weigeren programmatisch voor federalisme te kiezen, werden in de daaropvolgende jaren vanuit partijpolitieke Vlaams-nationalistische hoek (niet-gerealiseerde) plannen gesmeed om "een onbloedige revolutie" in VOS door te voeren.

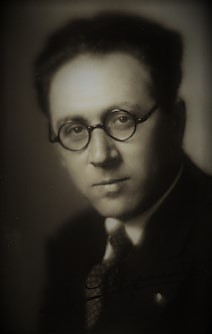
Germain Lefever (4 mei 1896 - 7 januari 1969)

In november 1932 kende VOS opnieuw een belangrijke bestuurswissel, toen Germain Lefever het voorzitterschap opnam. Vanaf dit ogenblik werd de koers door Lefever en De Feyter bepaald. Zij slaagden erin VOS uit de bestuurlijke en financiële crisis te halen waarin het zich de voorgaande jaren bevond. In 1933 slaagde VOS er ook in het Vlaamse met het antimilitaristische standpunt te verzoenen, waardoor de vereniging terug aansluiting vond bij de brede Vlaamse beweging. In 1933-1934 ondernam VOS concrete pacifistische actie door in 1934 de nationalistische dienstweigeraars te steunen en de wapenfabrikanten aan te klagen. Onder leiding van Lefever en De Feyter kende VOS vanaf 1935 een ongekende bloei en werd het een van de leidende groeperingen van de Vlaamse beweging.
Vanaf 1935 zorgden de diplomatieke spanningen tussen Duitsland en Frankrijk ervoor dat VOS een standpunt innam over de te voeren buitenlandse politiek door de Belgische staat. Vlaanderen mocht in geen geval nog eens het slachtoffer worden van oorlogsgeweld zoals tijdens de oorlog van 1914-1918. België moest een onafhankelijke buitenlandse politiek voeren om Vlaanderen uit de oorlog te houden. Van maart 1935 tot april 1937 voerde de organisatie een ‘Los van Frankrijk’-campagne, gesteund door de brede Vlaamse beweging. De vereniging groeide in aanzien binnen de beweging en probeerde de tot dan toe gespannen verhouding met het Vlaamsch Nationaal Verbond (VNV) te verbeteren. Voor wat de concrete Vlaamse actie betrof sloot VOS zich aan bij de thema's die in de actualiteit stonden. De organisatie nam ook deel aan talrijke Vlaamse manifestaties. In 1936-1937 speelde VOS nog een vooraanstaande rol in de strijd om amnestie voor de activisten en voor de toepassing van de taalwetten. In 1939 ten slotte sprak VOS zich uit voor de culturele autonomie van de Vlaamse natie, een eerste aanzet tot federalisme. Dat jaar telde VOS 29 duizend leden. Toen Nationaalsocialistisch Duitsland in september 1939 Polen binnenviel, pleitte VOS voor een strikt neutrale houding van België. Dit in de hoop Vlaanderen zo uit het conflict te houden.

### Tweede Wereldoorlog
Na de Duitse inval van 10 mei 1940 riep VOS zijn dienstplichtige leden op de aanvaller te bestrijden, waardoor het zelfstandig volksbestaan voorrang kreeg op het pacifisme. Al tijdens het begin van de Duitse bezetting werd de VOS-leiding gepaaid door het Duitse militaire bewind en door VNV-leider Staf De Clercq. Ze overtuigden de bestuurders om zich in te schakelen voor een welvarend en vredelievend Vlaanderen dat een gelijkberechtigde plek zocht in het Germaanse Groot-Duitsland. VOS hervatte zijn activiteiten en de organisatie verkreeg het monopolie van de oud-strijderswerking in Vlaanderen. Door de gevolgen van het kortstondige wapengeweld in de meidagen van 1940 sloten tienduizenden nieuwe leden zich aan. Op 25 augustus 1940 verscheen na een kort verbod ook De VOS opnieuw, maar dan met een inhoud die in de lijn lag van de doctrines van de Nieuwe Orde. In april 1941 werd VOS officieel tot een autoritaire organisatie omgevormd en in mei 1941 richtte de vereniging de Vlaamsche Wacht op, die als een soort rijkswacht moest dienen. Begin 1942 trok VOS zich terug uit de werving, al bleef de organisatie zich inzetten voor de belangen van de wachters. In 1945 werd De Feyter voor zijn inzet voor de Vlaamse Wacht terechtgesteld.

### Na de Tweede Wereldoorlog
Na de bevrijding, op 14 juni 1945, stichtten een aantal leden het Nieuw Verbond der Vlaamse Oud-strijders (NVVOS). Edward Clottens en Leonard van Mierlo wilden de oudstrijdersvereniging nieuw leven inblazen. Het ledenaantal was gedaald tot 2000. De NVVOS, dat een pragmatisch Vlaams belgicisme bepleitte, speelde in de periode 1946–1949 – na de dynamitering van de IJzertoren – een reddende rol voor de IJzerbedevaart. In deze context verkondigde de organisatie weer krachtiger de Vlaamse eisen, zoals die voor amnestie. In 1953 nam het NVVOS een federalistisch standpunt in, terwijl de vereniging profiteerde van de partijpolitieke opgang van het Vlaams-nationalisme in de jaren 1960. In 1960 nam NVVOS overigens de oude benaming VOS weer aan en werd geprobeerd het monopolie over de oudstrijderswerking in Vlaanderen te verwerven.
Rond 1970 werd dit moeilijk uitvoerbaar idee achterwege gelaten en verschoof de klemtoon naar de lokale uitbouw en het voeren van een actieve aanwezigheidspolitiek. Zo nam VOS deel aan tal van Vlaamse acties. Tijdens de commotie rond het Egmontpact (1977) nam VOS omwille van het standpunt rond 'Godsvrede' geen positie in, maar pleitte ze voor een zelfstandig, democratisch Vlaanderen. In de jaren 1970 droeg de vereniging steeds sterker de vredesboodschap uit. VOS kantte zich tegen de atoombewapening en pleitte het voor wereldvrede door controleerbare algemene ontwapening. Zolang deze niet verzekerd was, bleef men landsverdediging nodig achten. VOS deed niet mee aan de anti-raketbetogingen van de jaren 1980. Door de intrede van enkele jongeren in het hoofdbestuur in 1982–1983 brak het pacifisme in VOS definitief door, wat leidde tot samenwerking met de vredesbeweging. Tijdens de jaren 1980 en 1990 distantieerde VOS zich steeds meer van de rechtse vleugel van de radicale Vlaamse beweging en kreeg het pacifisme steeds meer voorrang in de werking. 
In januari 2000 erkende het toenmalige ministerie van de Vlaamse Gemeenschap VOS als sociaal-culturele vereniging voor volwassenenwerk. De erkenning gaf de vereniging o.a. de financiële ruimte om de secretariaatswerking verder uit te bouwen en het traditionele verenigingsblad om te vormen tot een maandelijks magazine, geleid door hoofdredacteur Guido de Munter.
In 2005 namen Philippe Haeyaert als algemeen voorzitter en Ivo Coninx als algemeen secretaris de fakkel over. Jos De Cock fungeerde als gedelegeerd bestuurder en Werner Vandenberghe als penningmeester. Jan Veestraeten nam de functie van hoofdredacteur van het verenigingsblad op zich. In november 2011 volgde Guy Leemans Veestraten op als hoofdredacteur.
Met de aanvang van 2014 vond ook een wijziging in het bestuur plaats: Ivo Coninx werd algemeen voorzitter, bijgestaan door Vincent Van Humbeeck als algemeen secretaris, Dirk Vereycken als algemeen penningmeester en Marc De Meyer als gedelegeerd bestuurder. Vanaf 2017 maakte Philippe Haeyaert opnieuw deel uit van het nationaal bestuur. Na een komen en gaan van verschillende bestuurders en Coninx' overlijden in mei 2022 wordt VOS vandaag geleid door de nationale bestuurders Gino Vandenborne, Philippe Haeyaert, Lambert Derenette en Stijn Verlinden.

## Werking
VOS heeft een Vlaamse werking en plaatselijke afdelingen die provinciaal zijn gegroepeerd.
In de 21ste eeuw presenteert VOS zichzelf als een Vlaamse vredesvereniging die ijvert voor zelfbeschikkingsrecht om zo bij te dragen tot een vredevolle samenleving. Daarnaast streeft de vereniging naar Vlaams zelfbestuur. De vereniging verwijst hiervoor naar de drie pijlers van het IJzertestament: 'Nooit meer Oorlog', 'Godsvrede' en 'Zelfbestuur'. Tijdens studiedagen, plechtigheden en andere activiteiten komen Vlaamse, pacifistische en sociale thema's aan bod.
Sinds begin 2018 runt ze het VOS Digitaal Museum voor Vlaanderen. Het museum verspreidt de geschiedenis van Vlaanderen en het erfgoed van de Vlaamse beweging. Met dit museum als voorloper pleit VOS voor de oprichting van een Museum van de Vlaamse Ontvoogding.

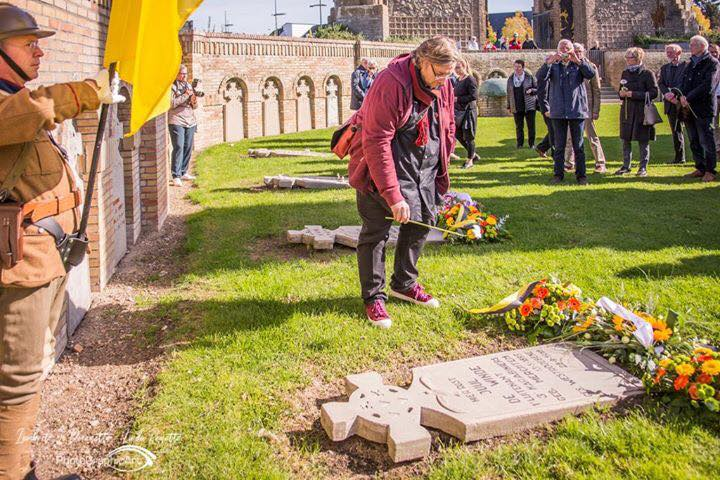
Bloemenhulde ter ere van gesneuvelde frontsoldaten, 2018
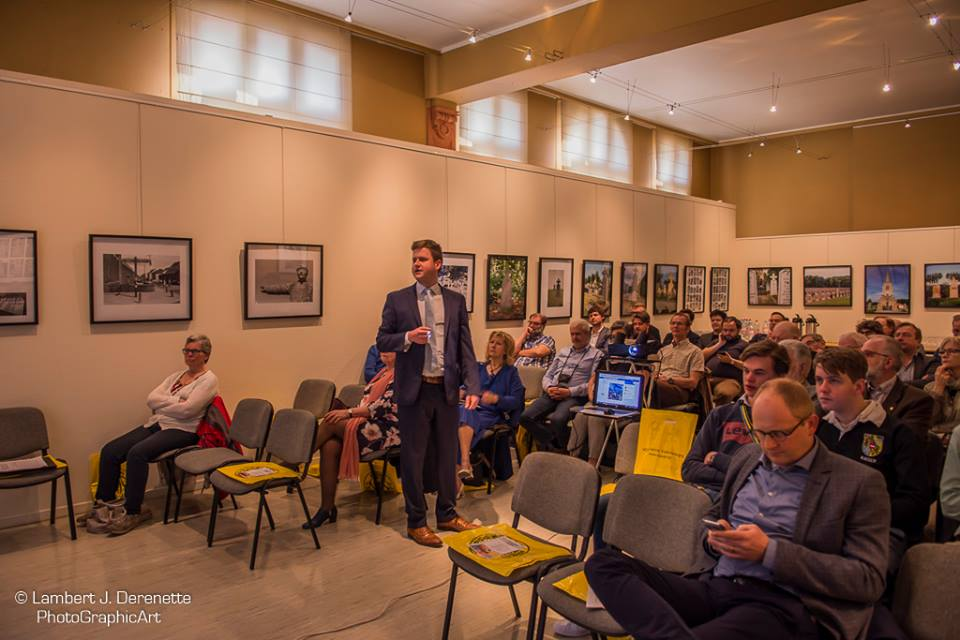
Voorstelling Digitaal Museum voor Vlaanderen (2018) door Raf Praet, toenmalig directeur van VOS